# IC 4360
IC 4360 — галактика типа SB/P в созвездии Дева. Поверхностная яркость — 13,2 mag/arcmin². Этот объект входит в число перечисленных в оригинальной редакции «Нового общего каталога».